# Ашагы-Лайски
Ашагы-Лайски (азерб. Aşağı Layısqı) — село в Шекинском районе Азербайджана.

## География
Ашагы-Лайски расположено в 18 км к северо-западу от районного центра Шеки, на берегу реки Шинчай, в 2 км от шоссе Шеки-Загатала.

## История
Название села означает Нижние-Лайски, неподалеку находится верхнее село Баш-Лайски.
В «Описание Шекинской провинции, составленное в 1819 году, по распоряжению главноуправляющего в Грузии Ермолова, генерал-майором Ахвердовым и статским советником Могилёвским», отмечается «татарская» (азербайджанская) деревня Лаяски Шекинского магала управлявшаяся сельским узбашем.
В Ашагы-Лайски родился азербайджанский ашуг Молла Джума.

## Население
В «Кавказском календаре» на 1856 год отмечается село Лаиски Гюйнюкскаго магала, Нухинского уезда Шемахинской губернии с жителями азербайджанцами, указанными как «татары», с разговорным языком «татарским» (азербайджанским). Религиозный состав жителей села указывается как мусульмане-сунниты.
Согласно результатам Азербайджанской сельскохозяйственной переписи 1921 года населённый пункт Ашагы-Лайски Ашагы-Гейнюкского сельского общества Нухинского уезда Азербайджанской ССР населяли 142 человека, преимущественно тюрки-азербайджанцы, а население состояло из 84 мужчин и 58 женщин, проживавших в 38 хозяйствах.
По материалам издания «Административное деление АССР», подготовленного в 1933 году Управлением народно-хозяйственного учёта Азербайджанской ССР (АзНХУ), по состоянию на 1 января 1933 года Ашагы-Лайски входило в Ашагы-Гейнюкский сельсовет Нухинского района Азербайджанской ССР. В селе проживало 117 человек (37 хозяйств, 69 мужчин и 48 женщин). Национальный состав всего сельсовета, в который также входили сёла Ашагы-Гейнюк, Дашюз на 93,8 % состоял из тюрков (азербайджанцев).
В конце 1970-х годов численность населения составляла 689 человек (1976 год). Жители занимались табаководством, выращиванием пшеницы, животноводством и шелководством. Имелись общеобразовательная и восьмилетняя школы, телефонная станция.